# Vazrazjdane
Vazrazjdane (Bulgaars: Възраждане) is een van de 24 districten van Sofia. Op 1 februari 2011 telde het district 37.303 inwoners. Het is – op Sredets na – het kleinste district met een totale oppervlakte van 3,16 km². 
Het grondgebied is als volgt verdeeld: 1,21 km² aan woongebied; 1,36 km² aan parken, tuinen en groene zones; 0,15 km² aan industriezone en 0,43 km² aan openbare zones inclusief wegen, pleinen en infrastructuur. Er zijn 17 basisscholen en middelbare scholen met in totaal 8.000 leerlingen, 7 kleuterscholen en 6 bibliotheken. De wijk heeft daarnaast drie kerken, het Nationaal Polytechnisch Museum en verschillende monumenten.

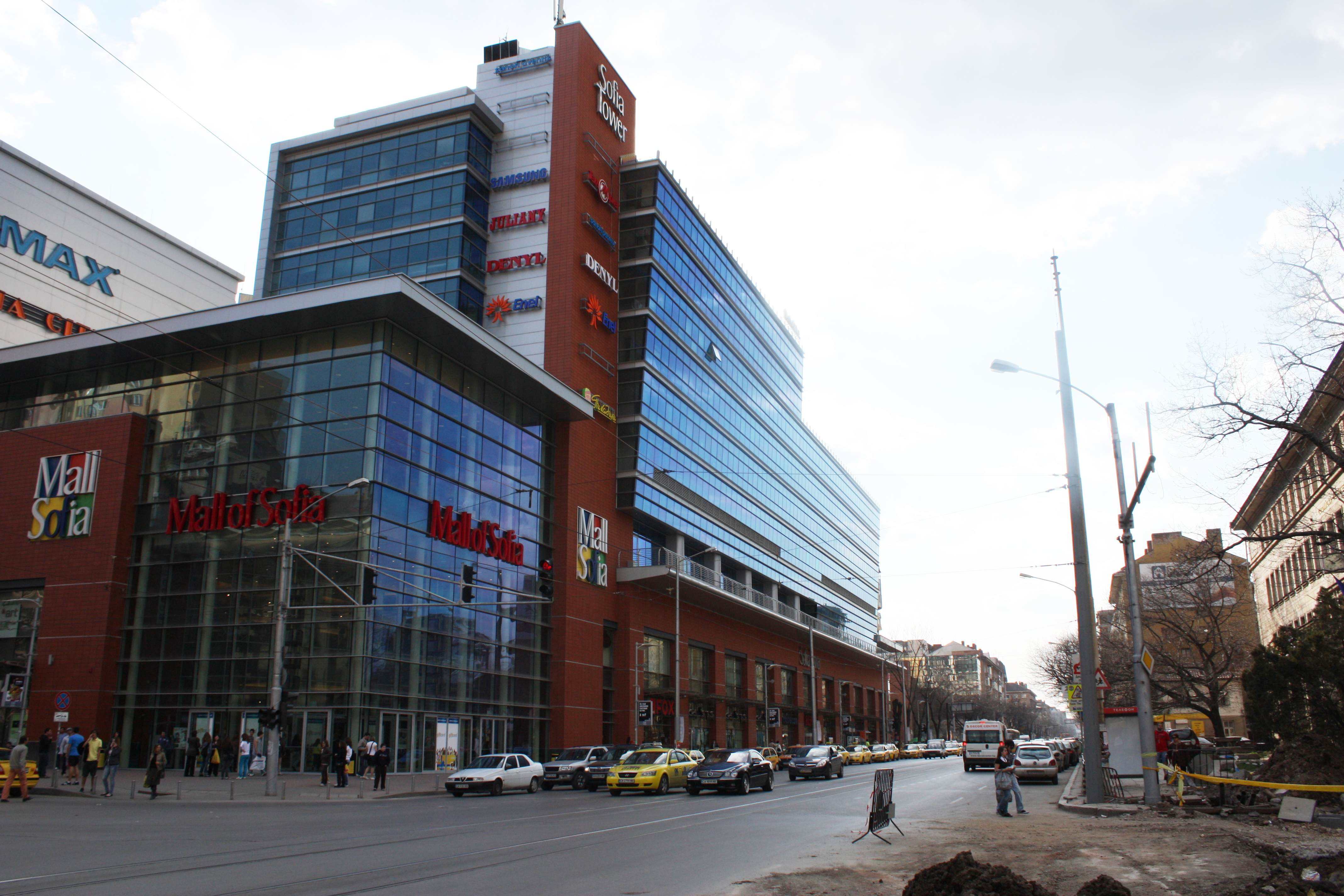
Het winkelcentrum in Vazrajdane
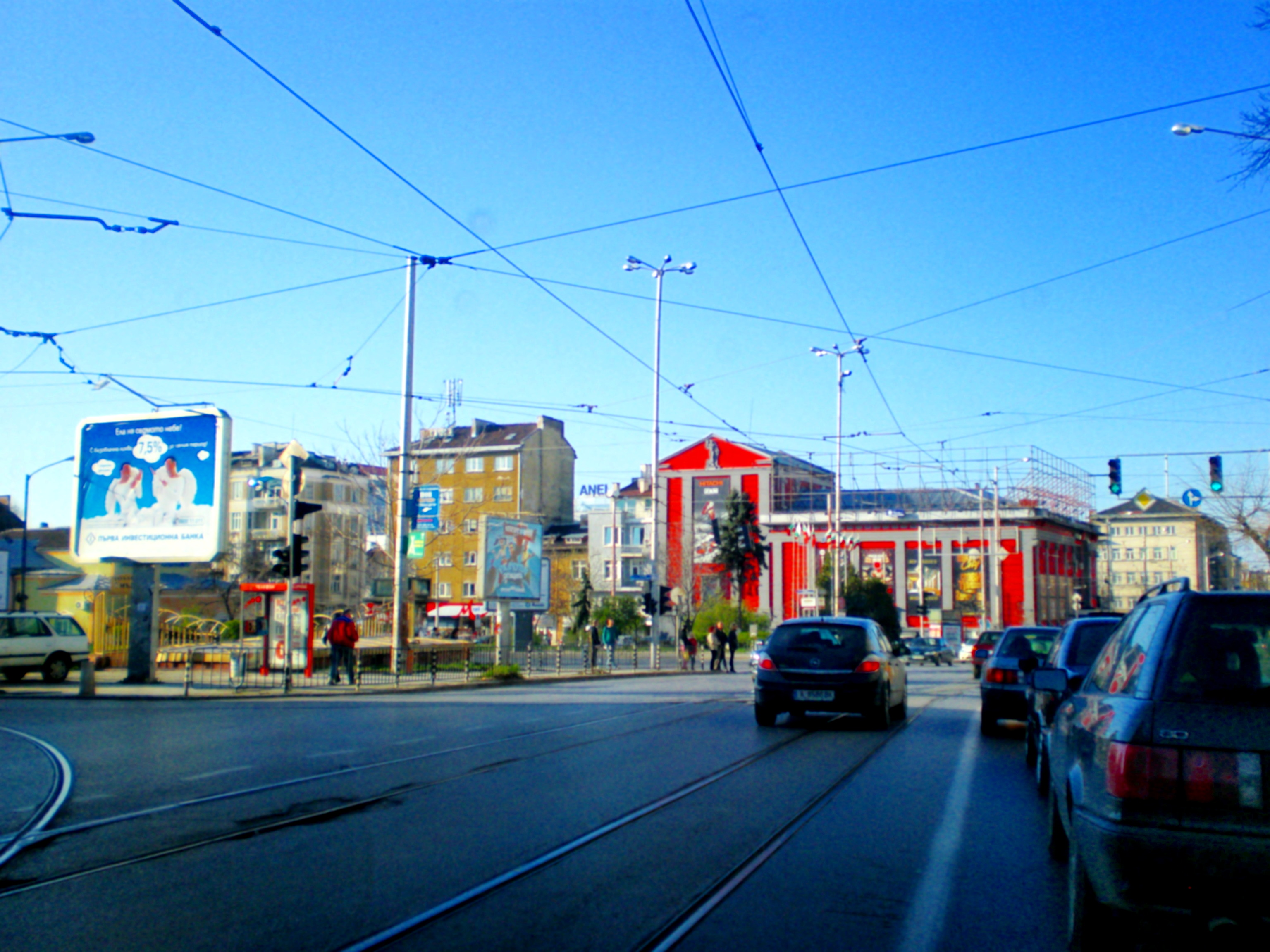
Het straatbeeld in Vazrajdane